# 삼각주 계획

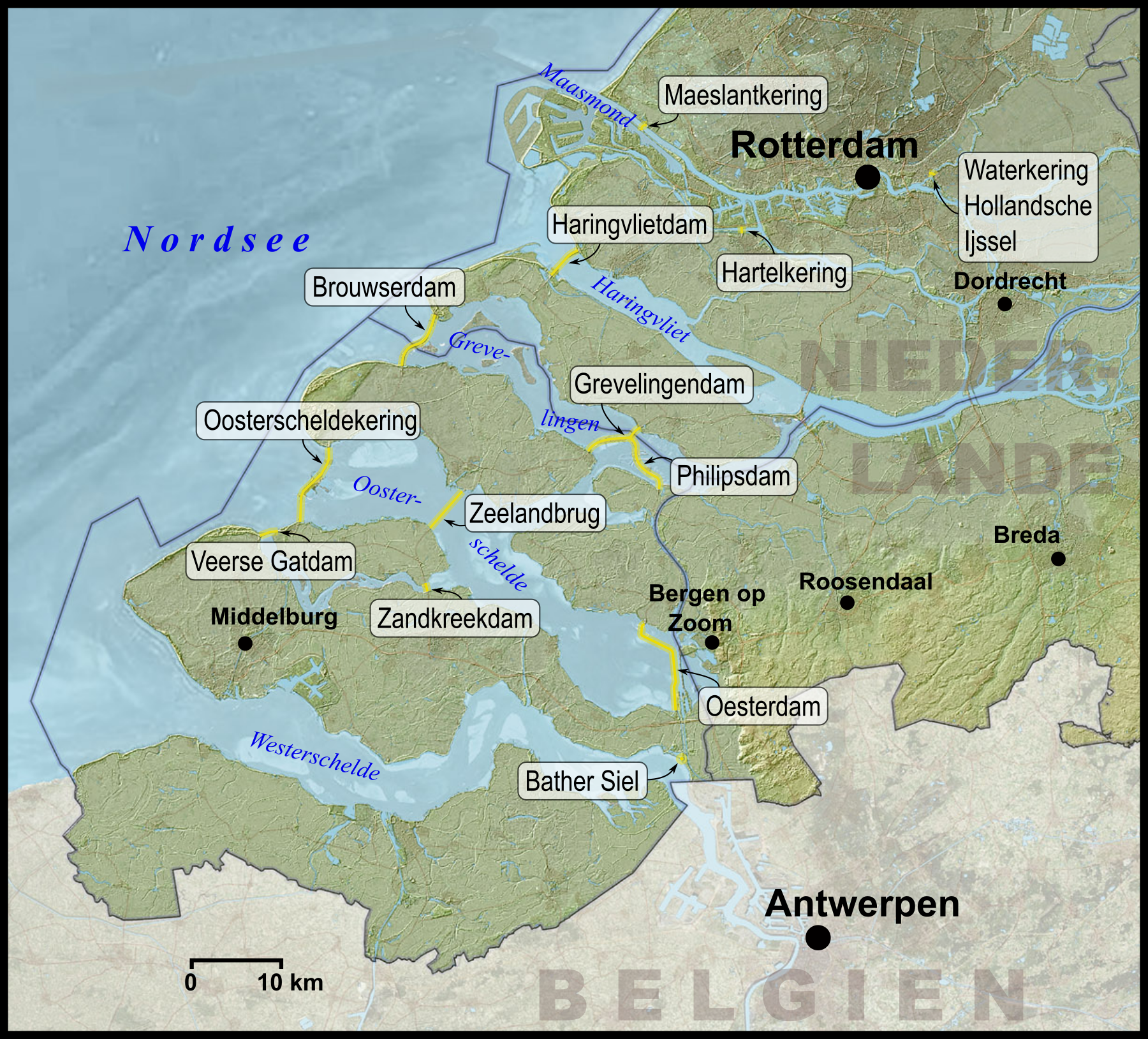
삼각주 계획 지도

삼각주 계획(三角洲 計劃, 네덜란드어: Deltawerken)은 네덜란드의 라인강 삼각주 지대를 홍수로부터 보호하기 위해 댐, 제방, 수문, 갑문 등의 하천 정비 시설을 설치한 사업이다.

## 개요
라인강, 마스강, 스헬더강 하구에 형성된 삼각주는 몇 세기 동안 홍수에 시달려 왔다. 1932년 자위더르 간척 사업에 따라 아프슬라위트데이크가 완성된 이후에는 라인강-마스강 하구 삼각주의 정비 대책이 추진되었지만 제2차 세계 대전의 여파로 인해 한동안 중단되었다.
1953년에 일어난 북해 홍수를 계기로 삼각주 계획이 등장했다. 스헬더 강 동부에 위치한 삼각주 지대의 제방을 폐쇄하면서 수역에 필요한 총 연장 640km의 제방을 건설할 필요가 없게 되었다. 또한 주요 항구 도시인 로테르담, 벨기에 안트베르펜을 연결하는 수로를 유지하면서 제방 증축, 배수 전용 보 건설이 진행되었다. 1954년부터 1997년 사이에 14개의 하천 정비 시설 건설이 진행되었다.

## 같이 보기
- 메가프로젝트
- 자위더르 간척 사업